# Karol Świerczewski
Karol Świerczewski, född 22 februari 1897 i Warszawa, död 28 mars 1947, var en polsk general som stred för Röda armén.